# Saldatura ad attrito

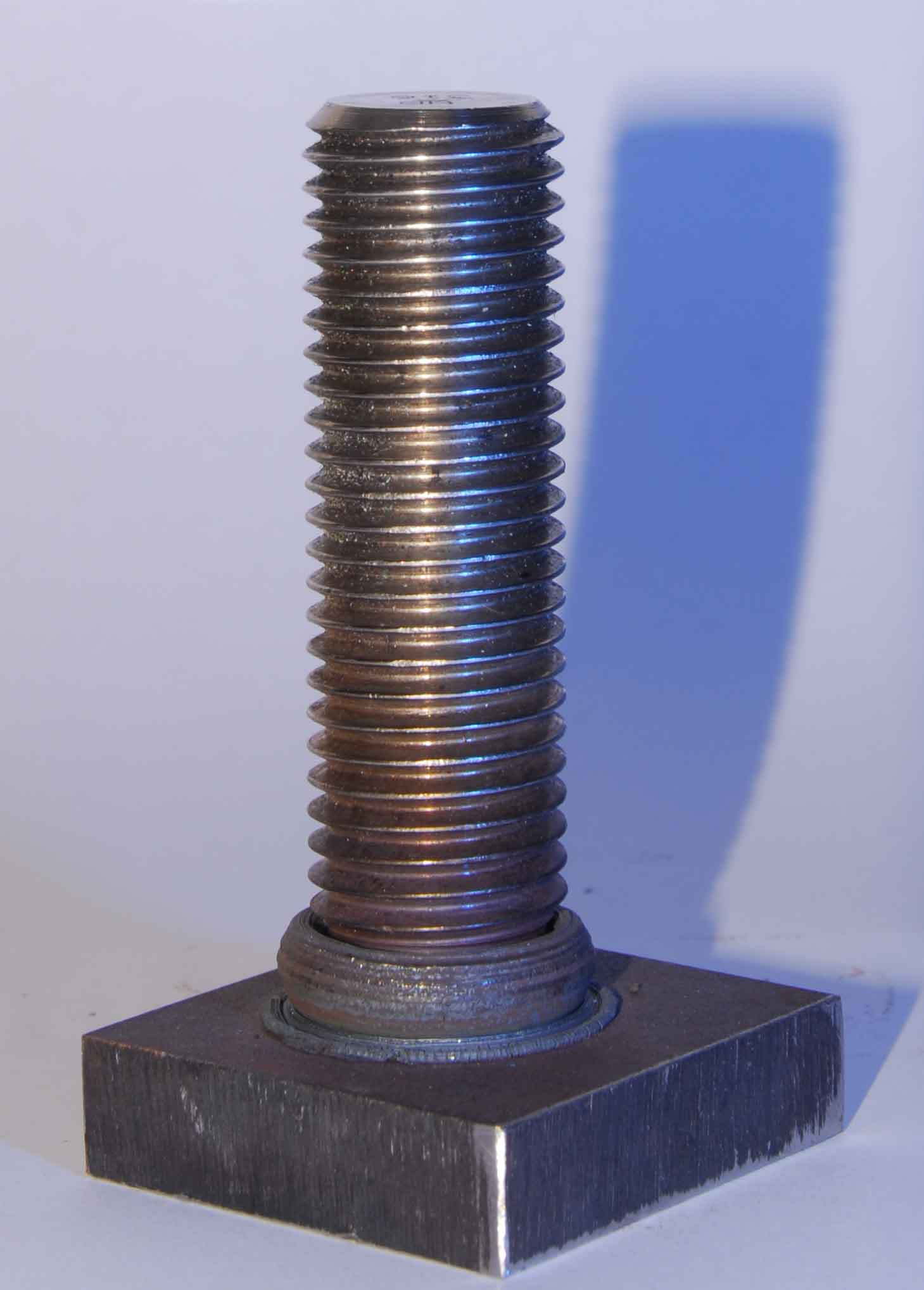
Due pezzi uniti mediante saldatura ad attrito.

La saldatura ad attrito è classificabile tra i processi di saldatura allo stato solido. Tecnicamente, non essendoci fusione, non è considerabile come una tipologia di saldatura in senso classico del termine, ma più come una tecnica di forgiatura. Data la similitudine tra queste due tecniche, l'uso della parola saldatura è diventato di uso comune.

## Generalità
La saldatura ad attrito può essere considerata come due operazioni che intervengono successivamente l'una all'altra; la prima operazione consiste nel riscaldamento delle interfacce attraverso l'attrito generato da un movimento relativo sul piano di saldatura, combinato con una normale pressione applicata. La seconda operazione, denominata forgiatura, consiste in una ricalcatura senza movimento relativo. A separare le due operazioni è appunto lo stadio di arresto in quanto, sin tanto che persiste il movimento relativo, non si può formare il giunto e dopo il suo arresto non vi è ulteriore riscaldamento.
Durante la fase di riscaldamento il materiale arriva alla fase plastica e comincia ad estrudere verso l'esterno in funzione della pressione applicata. Allo scopo di mantenere una tale pressione, deve essere consentito un movimento assiale denominato "bruciatura"  ed è una caratteristica del processo il fatto che l'entità di bruciatura sia generalmente uniforme. Durante l'arresto la temperatura nell'interfaccia, fino a quel momento pressoché costante, comincia a diminuire in quanto il calore si disperde per radiazione e per conduzione allontanandosi dal punto dove è stato generato.
Il consumo di materiale durante la fase di riscaldamento è di elevata importanza relativamente alla qualità della saldatura. Le impurità nelle superfici da saldare, le irregolarità iniziali che impediscono un completo contatto tra le due parti metalliche, nonché gli ossidi che si formano mentre il contatto è solo parziale, vengono tutti espulsi se l'entità del materiale consumato è sufficiente. Giunzioni di soddisfacente integrità possono altresì essere ottenute con superfici fuori squadra, segate o troncate, ossidate o impregnate con i tipici oli da taglio o lubrificanti. Da ciò si rileva la notevole riduzione dei costi di preparazione richiesti nella saldatura di tipo tradizionale.
Il calore viene generato soltanto nelle superfici da saldare ed è equamente distribuito per tutta la sezione da saldare, è auto regolante e non arriva quindi alla fusione dei metalli. In effetti quando il materiale raggiunge lo stato plastico, l'effettivo coefficiente di attrito diminuisce e con esso l'entità di calore che si genera. La temperatura è perciò stabilizzata largamente al di sotto del punto di fusione.

La saldatura ad attrito è a tutti gli effetti una giunzione allo stato solido con assenza totale di strutture da fusione. La pressione di forgiatura viene scelta in modo da ottenere una completa giunzione delle parti (in genere l'area saldata è sostanzialmente maggiore rispetto all'area di giunzione iniziale) nonché la raffinazione dei grani per effetto della forgiatura a caldo.

## Principio di funzionamento
La saldatura ad attrito si è ben affermata in parecchie industrie; essa consiste in un processo interamente meccanico dove il calore è generato dall'attrito tra i due pezzi da congiungere combinato con una pressione, il che genera delle condizioni plastiche per una forgiatura di giunzione di elevata integrità.
In sintesi il metodo consiste nel portare a contatto un pezzo rotante con un pezzo fermo con allineamento assiale e con pressione leggera. Viene quindi applicata una pressione di frizionamento più consistente, la quale rende il materiale più tenero con conseguente inizio di estrusione anulare del metallo. Il calore si diffonde dall'interfaccia di contatto dei materiali generando così  uno stato plastico idoneo alla forgiatura.  La rotazione viene arrestata contemporaneamente all'aumento della pressione di spinta, rifollando a caldo il giunto e formando così una saldatura completa ed omogenea.
La qualità del pezzo dipenderà dalle caratteristiche basilari del processo di attrito-saldatura nonché dai principi progettativi insiti nell'equipaggiamento impiegato allo scopo. I pochi parametri interessati al processo sono: Pressione - Tempo - Velocità  e Spostamento ed essi vengono posti sotto precisi limiti di controllo.
La rotazione del mandrino è fornita da un motore elettrico, mentre la pressione è esercitata da un cilindro idraulico. Lo spostamento risultante dallo schiacciamento del materiale allo stato plastico viene misurato da un trasduttore lineare. Tutti e tre i parametri vengono verificati dal PLC della macchina ad intervalli predisposti, tipicamente ogni 0,1 sec. Questi vengono comparati con una traccia ideale memorizzata ed ogni deviazione viene segnalata, assicurando così la Qualità in produzione.

## Benefici
La combinazione di una giunzione estremamente rapida, nell'ordine di pochi secondi, e il calore direttamente generato sulle superfici di contatto crea una condizione tale per cui la zona interessata dal calore risulta relativamente piccola. La tecnica di saldatura ad attrito è generalmente senza fusione, il che porta dei vantaggi dal punto di vista metallurgico, ad esempio impedisce la crescita del grano in tipologie di acciai speciali come quelli ad alta resistenza termicamente trattati. Un altro vantaggio è che il movimento tende a ripulire le superfici di contatto durante le fasi della saldatura, il che implica la possibilità di saldare i pezzi senza una particolare preparazione. Durante il processo di saldatura, a seconda del metodo usato, il materiale in fase plastica viene spinto verso l'esterno portando fuori le impurità e lo sporco.
Un altro ulteriore vantaggio è la possibilità di saldare materiali dissimili tra loro. Ciò risulta estremamente utile nel campo aerospaziale dove materiali molto leggeri come alluminio e titanio possono essere uniti ad acciai ad alta resistenza. Normalmente, la grande differenza del punto di fusione tra i due materiali rende impossibile la loro saldatura con metodi tradizionali e richiederebbe pertanto sistemi di giunzione meccanici (bulloni). La saldatura ad attrito consente una piena giunzione senza aggiunta di peso.
Altre giunzioni di materiali dissimili (rame e alluminio) trovano applicazione nel campo dei connettori elettrici. Nel campo della meccanica in generale, la saldatura ad attrito consente l'unione di diversi tipi di acciai, anche dissimili tra loro, con l'obbiettivo di ottenere qualità e risparmio economico.

## Applicazioni
I particolari da saldare richiedono una preparazione minima o nulla delle superfici e non occorre un preriscaldamento. Il ciclo rapido ed automatico non richiede personale specializzato. Il riscaldamento è generato in modo uniforme intorno alla saldatura senza che avvengano distorsioni e senza l'introduzione di tensioni interne. Non sono impiegati materiali d'apporto e, dal momento che il processo è auto-controllato, possono essere semplificate costose procedure di controllo qualità. Possono essere così ottenute riduzioni dei costi molto interessanti.

La saldatura ad attrito rappresenta un sicuro vantaggio laddove il progetto potrebbe prevedere delle giunzioni meccaniche come flange imbullonate, alberi con chiavette, incastri maschio-femmina di tipo permanente, cioè che non richiederanno d'essere smontati in esercizio. Tali giunti prevedono spesso l'adozione di materiali dissimili o sono così realizzati perché sarebbe troppo costoso ricavarli interamente dal pieno.
La normale gamma delle sezioni da saldare è compresa da 6 a 120 mm di diametro esterno per pezzi pieni o da 10 a 250 mm di diametro esterno per pezzi tubolari, con un'area della sezione saldabile da 500 a 20.000 mm2. Uno dei due pezzi da saldare dovrà avere il piano di saldatura di forma circolare. L'altro dovrà essere o piatto o di forma circolare anch'esso per formare una delle forme basi di saldatura. Al di fuori della zona di saldatura, il pezzo può variare sostanzialmente nella forma e nella dimensione.
Le tolleranze entro le quali il pezzo saldabile può essere contenuto, dipendono dalla precisione iniziale di ognuno dei pezzi come vengono presentati alla saldatura. Con dei pezzi accuratamente lavorati prima della saldatura, è ottenibile un errore di disassamento entro i 0,2 mm alla saldatura con un'addizionale errore angolare di 0,001. Una caratteristica del processo è quella di contenere l'errore della lunghezza del pezzo saldato entro 0,3 mm nei confronti di un errore totale dei due pezzi prima della saldatura entro i due millimetri.
La saldabilità per attrito di metalli e delle loro leghe comprende metalli come acciaio dolce, acciaio inossidabile austenitico e metalli normalmente in commercio che non presentano avverse reazioni tra i suoi costituenti. Le caratteristiche meccaniche non sono eccessivamente influenzate nella zona di saldatura interessata al calore, che viene caratterizzata dalla raffinazione dei grani causata dal calore per sfregamento. Per le leghe di acciai trattati termicamente, come acciai temprabili e leghe di alluminio ad invecchiamento artificiale, le proprietà meccaniche saranno influenzate dal ciclo termico durante la saldatura, ma le stesse potranno essere ripristinate da un idoneo trattamento termico dopo saldatura che ristabilisce la duttilità, la tenacità o la resistenza a seconda delle esigenze di esercizio.
Nel caso in cui le combinazioni formino delle leghe fragili o con contenuti inter metallici nell'interfaccia di saldatura, lo strato intermedio può in genere essere controllato ad uno spessore di soli pochi micron. Tra queste combinazioni troviamo la saldatura tra alluminio e rame, con un considerevole raffinamento dei grani nell'alluminio, o la saldatura tra alluminio ed acciaio, dove lo strato intermetallico che si forma è troppo sottile per influenzare le proprietà meccaniche della saldatura. L'eccellente giunzione che ne risulta ha una vasta gamma di applicazioni dove il peso ha necessità di essere ridotto al minimo. Altre combinazioni di saldature di successo sono rame con acciaio e titanio con alluminio.
Vi sono limitate combinazioni che in genere non danno buoni risultati. Alcuni dei costituenti possono inibire il buon risultato della saldatura come scaglie di grafite nelle fusioni di ghisa grigia, piombo o solfuri negli acciai ad alta termibilità nonché la porosità nei sintetizzati. Un eccessivo contenuto di inclusioni può ridurre le proprietà meccaniche del giunto particolarmente a causa del ri-orientamento del flusso dei grani alla saldatura.

## Storia della saldatura ad attrito
Il primo brevetto sulla saldatura ad attrito risale al 1891 negli Stati Uniti. Seguirono altri brevetti in Europa ed Unione Sovietica. Le Compagnie Americane Caterpillar, Rockwell International, American Manufacturing Foundry e Thompson Friction Welding hanno sviluppato macchine per questa tipologia di processo. L'archivio storico più completo si trova presso l'American Welding Society.

## Saldatura ad attrito lineare
La saldatura ad attrito lineare si basa sullo stesso principio della saldatura ad attrito rotante con la differenza che in questa tecnologia il movimento del pezzo è in senso oscillatorio invece che rotante. Le velocità sono più basse e ciò comporta un costante impiego della pressione tra i pezzi da saldare. Si rende altresì necessario che i pezzi abbiano un'alta capacità di resistenza al taglio.

La saldatura lineare richiede macchinari molto più complessi di quelli per la saldatura ad attrito rotante, ma presenta il vantaggio di poter unire parti di qualsiasi forma.